# Antonino Di Giorgio
Pour les articles homonymes, voir Di Giorgio.
Antonino Di Giorgio (San Fratello, 22 septembre 1867 - Palerme, 17 avril 1932) était un général et homme politique italien, ancien ministre de la Guerre du royaume d'Italie.

## Biographie

### Le soldat
Né à San Fratello dans une famille représentant la noblesse terrienne sicilienne, fils de la baronne Giuseppina Faraci et du notaire Ignazio, Antonino Di Giorgio s'engage dans une carrière militaire, d'abord admis à l'école militaire Nunziatella de Naples, puis à l'Académie militaire de . Il obtient le grade de sous-lieutenant (sottotenente) d'infanterie au cours de l'été 1888 et est d'abord affecté au 77e d'infanterie à Pescara. En 1895, il passe les examens d'admission à l'École de guerre, mais avant d'y entrer, il reçoit la nouvelle de la défaite d'Amba Alagi et décide de se porter volontaire pour servir en Érythrée.
Au lendemain de la bataille d'Adoua, Di Giorgio participe à la deuxième phase de la guerre d'Abyssinie et est décoré d'une médaille de bronze pour sa bravoure (2 mai 1896). De retour en Italie à la fin de la campagne, il reprend ses études à l'École de guerre et obtient le titre d'officier d'état-major. Promu capitaine (capitano), il est affecté au VIIIe corps d'armée basé à Florence, où il est promu major (maggiore) en 1907.
Avec ce grade, il prend le commandement d'une petite unité d'infanterie, qui lui permet de remporter une série de victoires exceptionnelles en Somalie contre les tribus de l'intérieur du pays. Entre le 11 et le 12 juillet 1908, il libère la ville de Merka, puis affronte les rebelles somaliens à Merére et occupe Afgooye. À la suite de la série de victoires de l'officier, le sultan de Geledi se soumet au gouvernement colonial avec 5 000 soldats. Ses succès militaires amènent bientôt Di Giorgio à entrer en conflit avec le gouverneur civil de la Somalie, Tommaso Carletti. Les désaccords entre les deux deviennent vite intenables et conduisent Di Giorgio à demander son rapatriement, qu'il obtient en 1909.
Deux ans plus tard, lorsque la guerre italo-turque éclate, le major Di Giorgio commande un bataillon du 89e régiment d'infanterie Salerno, sous lequel il retourne en Afrique pour la dernière fois. Le plein succès des opérations militaires menées sous son commandement lui vaut d'être promu lieutenant-colonel (tenente colonnello), ainsi que d'être décoré de l'ordre militaire de Savoie et de la médaille d'argent de la valeur militaire.

### Le politicien
La grande popularité de l'officier dans sa ville natale de Messine lui ouvre les portes de la carrière politique. En 1913, il est candidat indépendant à la Chambre des députés dans la circonscription de Mistretta et remporte la course contre le candidat ministériel, occupant des fonctions dans les XXIVe, XXVe et XXVIIe législature. Conformément aux positions qu'il avait prises dans son ouvrage La rete ferroviaria della Sicilia nei riguardi della difesa (1905), Di Giorgio préconisait la nécessité de déplacer le centre de gravité des forces armées italiennes du nord au sud du pays, en repositionnant également l'effort majeur de leur expansion et de leur modernisation de la terre vers la mer.
Ces positions avaient pour justification militaire le nouveau rôle que l'Italie devait assumer en Méditerranée par rapport à l'acquisition de la Libye, ainsi que la nécessité de fournir un soutien économique aux régions défavorisées du pays, en particulier à celles de la région de Messine, qui souffraient encore des conséquences destructrices du tremblement de terre de 1908, au cours duquel il avait perdu son père.
Conformément à son éthique d'officier, Di Giorgio conserve des positions d'indépendance absolue même au Parlement, et s'applique avant tout aux problèmes militaires. Son expérience lui permet de prédire l'implication imminente de l'Italie dans la Première Guerre mondiale.

### La guerre
Cette clairvoyance lui vaut l'estime de Luigi Cadorna et sa nomination comme officier responsable du commandement suprême au début des hostilités en mai 1915. Très vite intolérant à la vie de bureaucrate, Di Giorgio demande et obtient une affectation opérationnelle, et prend le rôle de chef d'état-major du VIIIe corps d'armée (2e armée). Interprétant la mission avec sa compétence habituelle, il est promu colonel (colonnello) en 1915, puis colonel brigadier (colonnello brigadiere) en 1916. Avec ce grade, il prend le commandement de la brigade Bisagno (209e et 210e d'infanterie), une nouvelle unité construite avec des recrues de la promotion 1896, et faisant partie du Xe corps d'Armée, rattaché à la 1re armée et affecté à la région du Trentin.
Au cours de l'été 1916, Di Giorgio dirige le Bisagno pendant les batailles victorieuses contre l'armée autrichienne et est ensuite nommé commandant du IVe régiment alpin (8e et 9e groupe). Le groupement, qui faisait partie de la 52e division alpine du XXe Corps (6e armée), a participé aux opérations visant à empêcher de nouvelles percées du front des Plateaux et à perturber les défenses d'Ortigara. Avec la promotion au grade de général de division (maggior generale), il est également chargé de commander la 51e division à Valsugana, dans le XVIIIe corps d'armée (1re armée).
En dehors de la zone principale des opérations, Di Giorgio a été tenu à l'écart de l'action de Carzano et a été surpris à Rome, où il s'était rendu pour assister à une session de la Chambre des députés, par la nouvelle du désastre de Caporetto. Immédiatement rappelé par Cadorna, Di Giorgio part pour Udine, où il prend le commandement du corps d'armée spéciale, une unité rapidement constituée pour endiguer l'avancée autrichienne.
Entre le 26 octobre et le 3 novembre, il dirige les troupes sous son commandement pendant la bataille de Ragogna. Le général Di Giorgio dirige ses troupes à contre-courant du flot des traînards qui se retirent de Caporetto, ses hommes exécutent l'ordre de résister à tout prix et sont tous tués ou capturés par l'ennemi. Pendant ce temps, le général Di Giorgio et ses officiers traversent la rivière Piave pour se mettre en sécurité le matin du 9 novembre 1917. Erwin Rommel, jeune lieutenant sur le front italien à l'époque, écrivit à son sujet : « J'ai eu affaire entre le Piave et le Tagliamento au fameux petit corps du général Di Giorgio, qui couvrait la retraite italienne. C'est en combattant cette merveilleuse unité que j'ai compris comment l'armée de Conrad n'atteindrait jamais Milan »,.
Le 10 novembre, le Corpo d'armata speciale (CAS) (corps d'armée spécial) est dissous et Di Giorgio, promu lieutenant général (tenente generale), reprend à Badoglio le commandement du XXVIIe corps d'armée (brigades Reggio, Campania, Cuneo et Messina), qui revient du désastre de Caporetto. Sous le commandement de cette unité, il participe à la défense du Monte Grappa, à la seconde bataille du Piave et à la bataille de Vittorio Veneto (juin, pour la première, et octobre-novembre 1918, pour la seconde), démontrant une fois de plus sa grande compétence à diriger de grandes unités.

### Retour à la politique
La fin de la guerre le voit revenir à la vie politique et, dans les années qui suivent, il soutient la cause de Fiume italienne, bien qu'il soit contre l'aventurisme de Gabriele D'Annunzio et celui des Arditi. En 1919, Di Giorgio est confirmé comme député de la circonscription de Messine, une ville qui lui avait accordé la citoyenneté d'honneur pour ses mérites dans la reconstruction après le tremblement de terre. Aux élections suivantes, en 1921, il décide de ne pas se représenter, déçu par la tournure des événements en Italie, et se retire quelque temps dans la vie privée. Le 6 février 1922, il épouse l'aristocrate anglaise Norina Whitaker (née en 1884) et commence à participer à la gestion des nombreuses affaires de la famille acquise. C'est à cette époque qu'il a introduit en Italie la plante mexicaine "Agave sisalana", source de fibres végétales d'une grande importance économique.
Initialement opposant au fascisme originel, il changea d'avis lorsque le mouvement devint plus organique au système politique, précisément après l'union entre fascistes et nationalistes en 1923, convaincu par ses amis Luigi Federzoni et Biagio Pace de considérer avec plus de sympathie le nouveau gouvernement de Mussolini. Il se présente ensuite sur la liste fasciste en Sicile en 1924, aux côtés de libéraux comme Vittorio Emanuele Orlando, et revient à la Chambre des députés.

#### Ministre de la guerre et proposition de réforme de l'armée
Mussolini le nomme immédiatement ministre de la Guerre en remplacement d'Armando Diaz. Di Giorgio s'applique à sa nouvelle tâche avec sa ténacité habituelle, travaillant énergiquement à la reconstruction des forces armées italiennes, qui connaissent un climat de démobilisation à la fin de la Première Guerre mondiale. Il exerce ses fonctions du 30 avril 1924 au 4 avril 1925, date à laquelle le Conseil supérieur de l'armée et le Sénat rejettent sa réforme des forces armées. Sa doctrine d'organisation, qui prévoit la formation de petits noyaux stables d'unités armées, à flanquer d'unités cadres en cas de besoin, ne rencontre pas l'approbation du fascisme, qui s'attache à propager la nécessité d'une militarisation poussée du peuple italien.
Le système proposé a pris en compte les demandes des partisans de l'idée de la Nation armée. Sur les trois postes qui ont le plus d'impact sur le budget : les cadres officiers, le matériel et les forces armées, les deux premiers ont dû être augmentés au détriment du troisième, car le maintien de centaines de régiments en armes a conduit à une réduction fatale des autres dépenses d'une organisation militaire dans laquelle le bataillon d'infanterie est équipé de huit mitrailleuses contre les 52 du bataillon français, éternelle référence.
Dans le cadre du système d'enrôlement différencié, le contingent de conscrits de quelque 230 000 personnes a été divisé en deux catégories, l'une avec un enrôlement long de 18 mois et l'autre avec un enrôlement de 3 mois. Un certain nombre de régiments appelés centres d'entraînement sont constitués avec les recrues de longue date, qui doivent être au maximum de leur efficacité opérationnelle tout au long de l'année, les unités alpines déployées à la frontière étant les plus efficaces; les autres ne doivent l'être que pendant les trois mois alloués à l'entraînement, tandis que le reste de l'année, les centres font également office d'écoles pour les sous-officiers et les officiers complémentaires. Les fonds récupérés devaient être utilisés pour le matériel, pour lequel la priorité devait être donnée à la recherche et à l'expérimentation, en accumulant tout ce qui était nécessaire pour transformer les centres de formation en départements opérationnels et pour améliorer le professionnalisme des officiers de carrière.
En substance, Di Giorgio voulait remplacer l'armée de caserne par une armée à large base. Le général sicilien propose également la reconstitution de l'état-major et des inspecteurs d'armement, la suppression du poste d'inspecteur général, la restitution de ses prérogatives au chef d'état-major, en les retirant au Conseil de l'Armée. Mussolini lui-même prend le poste de ministre de la Guerre par intérim, qu'il ne quittera qu'en juillet 1943.

### Conflits avec Mori
Après avoir repris le service actif, Di Giorgio commande d'abord le corps d'armée de Florence, puis, en 1926, le corps d'armée de Palerme, où il termine sa carrière. L'année suivante, il entre en conflit aigu avec le préfet Mori, défendant un certain nombre de notables mis en examen par le "préfet de fer" (dont son frère) et contestant les méthodes utilisées dans la répression du phénomène mafieux en Sicile. Il proteste auprès de Mussolini, mais ce dernier non seulement se range du côté de Cesare Mori, mais bloque en 1927 sa nomination comme général d'Armée. Le 5 mars 1928, désormais en conflit ouvert avec le fascisme et victime d'attaques personnelles, il démissionne de son poste de député en signe de protestation, quittant en même temps son commandement militaire et se plaçant dans l'armée auxiliaire.
Il meurt subitement le 17 avril 1932 d'une crise cardiaque alors qu'il se remet d'une opération qu'il voulait subir. Il est enterré dans le cimetière de San Fratello.

## Curiosités
Di Giorgio a rendu possible la fondation de la ville d'Acquedolci dans la province de Messine après l'éboulement qui avait frappé le village de San Fratello en 1922.

## Décorations
- Grand officier de l'ordre militaire de Savoie
- 17 mai 1919
 - Commandeur de l'ordre militaire de Savoie
- 19 septembre 1918
 - Chevalier de l'ordre militaire de Savoie
- 16 mars 1913
 - Médaille d'argent de la valeur militaire
- Commandant d'une colonne de troupes érythréennes, il les a menées à la victoire avec une grande audace et un brillant esprit offensif.
- Sidì Abdessamad, 15 août 1912
 - Médaille de bronze de la valeur militaire
- Il a intelligemment mené sa propre centurie au feu à plusieurs reprises, donnant un exemple de courage à ses subalternes.
- Aga-a, 2 i 1896
 - Médaille de bronze de la valeur militaire
- Il s'est distingué par son courage et son énergie dans l'exercice de ses fonctions pendant les combats et au cours de la longue et difficile retraite.
- Adua, 1er mars 1896
 - Médaille commémorative des campagnes d'Afrique
 - Médaille commémorative de la guerre italo-turque 1911-1912
 - Croix du Mérite de la guerre
 - Médaille commémorative de la guerre italo-autrichienne 1915-1918 (4 années de campagne)
 - Médaille commémorative de l'Unité italienne
 - Médaille italienne de la Victoire interalliée

## Sources
- (it) Cet article est partiellement ou en totalité issu de l’article de Wikipédia en italien intitulé « Antonino Di Giorgio » (voir la liste des auteurs).